# Berkman Klein Center for Internet & Society
Das Berkman Klein Center for Internet & Society ist ein interdisziplinäres Forschungszentrum der Harvard University in den USA, das auf die Erforschung des Internets spezialisiert ist. Ehemals Teil der Harvard Law School, hat sich das Institut traditionell mit rechtlichen und regulatorischen Fragen des Internets auseinandergesetzt.  Seit dem 15. Mai 2008 ist das Institut eine gesamtuniversitäre Initiative der Harvard University.

## Geschichte
Das Berkman Center for Internet & Society wurde 1998 von den Professoren Jonathan Zittrain und Charlie Nesson gegründet. Namensgeber ist die Familie Berkman, ehemalige Besitzer der Firma The Associated Group, die 5,4 Millionen Dollar zur Gründung des Instituts beitrugen. Seit 1998 ist das Zentrum von einem kleinen Projekt innerhalb der Harvard Law School zu einem interdisziplinären Forschungszentrum der Harvard University gewachsen.
Einige Schwesterinstitutionen sind vom Forschungsschwerpunkt des Berkman Centers inspiriert worden, darunter das Stanford Center for Internet and Society und das Oxford Internet Institute. Am 5. Juli 2016 wurde das Forschungszentrum nach einer Spende in Höhe von 15 Millionen US-Dollar von Michael R. Klein zu Berkman Klein Center for Internet & Society umbenannt.

## Hauptforschungsbereiche
Der Forschungsschwerpunkte am Berkman Klein Center ist der Einfluss von sozialen und gesellschaftlichen Zusammenhängen auf die Entwicklung von Internettechnologien und wie diese im Gegenzug die Gesellschaft verändern. Forschungsthemen umfassen die Bereiche Jugend und Medien, Überwachung, Privatsphäre, digitale Kunst, Internet-Governance, Cloud Computing, und Internetzensur. Das Zentrum ist bestrebt, Forschungsergebnisse direkt in das Internetrecht, die Internetregulierung sowie die zukünftige technische Entwicklung des Internets einfließen zu lassen. Das Berkman Klein Center fördert Events, Vorträge und Konferenzen zum Thema Internet und lädt regelmäßig Gastwissenschaftler und Post-Doktoranden ein.

## Projekte und Initiativen

### Citizen Media Law Project (CMLP)
Das Citizen Media Law Project (CMLP) ist ein Projekt des Berkman Klein Center for Internet & Society. Ziel des Projektes ist:
1. Die Beratung und Bereitstellung von Ressourcen für Personen und Gruppen, die im Bereich Online- und Graswurzel-Journalismus tätig sind.
2. Die Förderung von partizipativem Journalismus.
3. Der Schutz von Meinungsfreiheit im Internet.

### Digital Public Library of America (DPLA)
Die Digital Public Library of America ist ein Projekt mit dem Ziel, eine umfassende und frei zugängliche Öffentliche Bibliothek zu gründen.

## Mitglieder
Derzeitige oder ehemalige Mitglieder des Zentrums sind: John Perry Barlow, Danah Boyd, John Clippinger, Primavera De Filippi, Tamar Frankel, Benjamin Mako Hill, Reynol Junco, Rebecca MacKinnon, James F. Moore, Mayo Fuster Morell, Doc Searls, Wendy Seltzer, Peter Suber, Jimmy Wales, David Weinberger, Dave Winer, Shoshana Zuboff  und Ethan Zuckerman.
Teil des Lehrkörpers sind: Yochai Benkler, William „Terry“ Fisher, Urs Gasser, Lawrence Lessig, Charles Nesson, John Palfrey und Jonathan Zittrain.